# 貝瑞塔Xtrema 2半自動霰彈槍
貝瑞塔A391-Xtrema2（英語：Beretta A391-Xtrema2）是一款由意大利在加爾多的皮埃特罗·貝瑞塔武器制造厂股份公司（義大利語：Fabbrica d'Armi Pietro Beretta S.p.A.）所設計，生產，銷售，分發的半自動霰彈槍。它主要在美國被獵人和標靶射手所使用。該霰彈槍通常被簡稱為Xtrema2。該霰彈槍亦具有多種形款式，取決於槍管長度、槍管類型和原廠安裝的迷彩外觀。

## 概述
2004年中期，貝瑞塔推出Xtrema霰彈槍，以回應獵人和目標射手需要一枝完整而全能的霰彈槍的要求。貝瑞塔的目標是生產一款霰彈槍，能夠可靠地發射從23⁄4英吋普通霰彈藥筒到31⁄2英吋超級馬格南霰彈藥筒而無需任何修改或設置處理。他們決定採用AL391 Xtrema，並加上更新以符合他們的需求。他們還希望在霰彈槍中增加多種盡可能的減輕座後力的功能，以增加在標靶射擊和狩獵時首發以後的射擊精度。

## 技術優勢
Xtrema2具有多項旨在提高準確性和可靠性的功能。一方面，貝瑞塔決定盡可能地移除Ｏ型環和彈簧，以減少磨損，並且使得武器更容易不完全分解，而不會意外地丟失部件。他們選擇了氣動式操作而非慣性原理操作。
另一個優勢是在超槍膛槍管設計，這減少了槍口上揚，也改善了射擊模式。
貝瑞塔還重新設計了庫存喉缩系統，藉由增加收束器在槍管以內的長度以實現更為漸進的收縮，而不必像售後市場的收束器那樣需要增加槍管的長度。
然後，他們選用了能經過時間驗證的汽車製造商液壓減震技術，並將其放在槍身以內，最多可減少44％的肩部後座力。
貝瑞塔也意識到槍枝需要從元素等級得到保護，以便在嚴酷惡劣的狩獵條件以下保護槍枝不受損害；比如水禽狩獵時，槍支在鹽霧環境下數個小時後可能就會損壞。貝瑞塔解決這個問題的方法就是將一層微薄的薄膜噴塗在該槍的工作部件以上，這種薄膜能夠完全保護金屬部（並非由不銹鋼、鉻或鋁製成），而不會在現場腐蝕。
其他的改進包括一條超長的槍管形柄（槍管的一部分，裝入至機匣，實際上是在膛室後方）以更準確地將槍管固定在機匣以上，以便在使用獨頭彈而瞄準鏡安裝在機匣以的情況下提高精度。
槍托間隔也可以在無需重大修改以下改變扳機拉度。合成材料槍托以上配備KO（kick-off）緩衝模塊可增加25.4毫米（1英吋）的扳機拉距總長度。配備KO（啟動）緩衝模塊的合成材料槍托的扳機拉度為361.95毫米（14.25英吋）而不能縮短。

## 資料來源
- Beretta Xtrema2用戶手冊
- A391 Xtrema2 （页面存档备份，存于） at berettausa.com